# Rimini Calcio 1978-1979
Questa voce raccoglie le informazioni riguardanti il Rimini Calcio nelle competizioni ufficiali della stagione 1978-1979.

## Rosa
| N. |                   | Ruolo | Calciatore          |
| -- | ----------------- | ----- | ------------------- |
|    | Italia (bandiera) | D     | Alfiero Agostinelli |
|    | Italia (bandiera) | D     | Daniele Baldi       |
|    | Italia (bandiera) | D     | Mario Buccilli      |
|    | Italia (bandiera) | P     | Carlo Carnelutti    |
|    | Italia (bandiera) | C     | Ettore Donati       |
|    | Italia (bandiera) | C     | Vittore Erba        |
|    | Italia (bandiera) | A     | Giuseppe Fagni      |
|    | Italia (bandiera) | A     | Giorgio Ferrara     |
|    | Italia (bandiera) | D     | Walter Grezzani     |
|    | Italia (bandiera) | C     | Marco Mariani       |
|    | Italia (bandiera) | C     | Graziano Mazzoni    |

| N. |                   | Ruolo | Calciatore          |
| -- | ----------------- | ----- | ------------------- |
|    | Italia (bandiera) | D     | Corrado Merli       |
|    | Italia (bandiera) | A     | Demetrio Pellicanò  |
|    | Italia (bandiera) | A     | Sauro Petrini       |
|    | Italia (bandiera) | P     | Massimo Piloni      |
|    | Italia (bandiera) | D     | Giancarlo Raffaeli  |
|    | Italia (bandiera) | C     | Paolo Sollier       |
|    | Italia (bandiera) | C     | Cesare Suncini      |
|    | Italia (bandiera) | D     | Alessandro Stoppani |
|    | Italia (bandiera) | A     | Adriano Tedoldi     |
|    | Italia (bandiera) | C     | Giuseppe Valà       |
|    | Italia (bandiera) | D     | Arturo Vianello     |

## Risultati

### Serie B

#### Girone di andata
| 24 settembre 1978 1ª giornata | Pescara | 2 – 0 | Rimini |  |

| 1º ottobre 1978 2ª giornata | Rimini | 0 – 0 | Monza |  |

| 8 ottobre 1978 3ª giornata | Sampdoria | 1 – 1 | Rimini |  |

| 15 ottobre 1978 4ª giornata | Sambenedettese | 1 – 1 | Rimini |  |

| 22 ottobre 1978 5ª giornata | Rimini | 1 – 0 | Brescia |  |

| 29 ottobre 1978 6ª giornata | Rimini | 0 – 0 | Cesena |  |

| 5 novembre 1978 7ª giornata | Foggia | 1 – 1 | Rimini |  |

| 12 novembre 1978 8ª giornata | Rimini | 0 – 0 | Bari |  |

| 19 novembre 1978 9ª giornata | Ternana | 1 – 0 | Rimini |  |

| 26 novembre 1978 10ª giornata | Rimini | 0 – 0 | Lecce |  |

| 3 dicembre 1978 11ª giornata | SPAL | 1 – 1 | Rimini |  |

| 10 dicembre 1978 12ª giornata | Rimini | 1 – 2 | Cagliari |  |

| 17 dicembre 1978 13ª giornata | Pistoiese | 3 – 1 | Rimini |  |

| 7 gennaio 1979 14ª giornata | Rimini | 2 – 1 | Taranto |  |

| 14 gennaio 1979 15ª giornata | Nocerina | 2 – 0 | Rimini |  |

| 21 gennaio 1979 16ª giornata | Rimini | 0 – 0 | Palermo |  |

| 28 gennaio 1979 17ª giornata | Varese | 1 – 0 | Rimini |  |

| 4 febbraio 1979 18ª giornata | Rimini | 1 – 1 | Genoa |  |

| 11 febbraio 1979 19ª giornata | Udinese | 2 – 0 | Rimini |  |

#### Girone di ritorno
| 18 febbraio 1979 20ª giornata | Rimini | 0 – 0 | Pescara |  |

| 25 febbraio 1979 21ª giornata | Monza | 3 – 0 | Rimini |  |

| 4 marzo 1979 22ª giornata | Rimini | 0 – 2 | Sampdoria |  |

| 11 marzo 1979 23ª giornata | Rimini | 1 – 0 | Sambenedettese |  |

| 18 marzo 1979 24ª giornata | Brescia | 2 – 1 | Rimini |  |

| 25 marzo 1979 25ª giornata | Cesena | 1 – 0 | Rimini |  |

| 1º aprile 1979 26ª giornata | Rimini | 2 – 2 | Foggia |  |

| 8 aprile 1979 27ª giornata | Bari | 0 – 0 | Rimini |  |

| 14 aprile 1979 28ª giornata | Rimini | 1 – 2 | Ternana |  |

| 22 aprile 1979 29ª giornata | Lecce | 1 – 0 | Rimini |  |

| 29 aprile 1979 30ª giornata | Rimini | 0 – 0 | SPAL |  |

| 6 maggio 1979 31ª giornata | Cagliari | 1 – 0 | Rimini |  |

| 13 maggio 1979 32ª giornata | Rimini | 0 – 0 | Pistoiese |  |

| 20 maggio 1979 33ª giornata | Taranto | 0 – 0 | Rimini |  |

| 27 maggio 1979 34ª giornata | Rimini | 0 – 0 | Nocerina |  |

| 3 giugno 1979 35ª giornata | Palermo | 1 – 0 | Rimini |  |

| 10 giugno 1979 36ª giornata | Rimini | 1 – 1 | Varese |  |

| 17 giugno 1979 37ª giornata | Genoa | 1 – 0 | Rimini |  |

| 24 giugno 1979 38ª giornata | Rimini | 1 – 3 | Udinese |  |

## Statistiche

### Statistiche di squadra
| Competizione | Punti | In casa | In casa | In casa | In casa | In casa | In casa | In trasferta | In trasferta | In trasferta | In trasferta | In trasferta | In trasferta | Totale | Totale | Totale | Totale | Totale | Totale | DR  |
| Competizione | Punti | G       | V       | N       | P       | Gf      | Gs      | G            | V            | N            | P            | Gf           | Gs           | G      | V      | N      | P      | Gf     | Gs     | DR  |
| ------------ | ----- | ------- | ------- | ------- | ------- | ------- | ------- | ------------ | ------------ | ------------ | ------------ | ------------ | ------------ | ------ | ------ | ------ | ------ | ------ | ------ | --- |
| Serie B      | 24    | 19      | 3       | 12      | 4       | 11      | 14      | 19           | 0            | 6            | 13           | 6            | 25           | 38     | 3      | 18     | 17     | 17     | 39     | -22 |
| Coppa Italia | 3     | 2       | 0       | 1       | 1       | 3       | 4       | 2            | 1            | 0            | 1            | 4            | 4            | 4      | 1      | 1      | 2      | 7      | 8      | -1  |
| Totale       |       | 21      | 3       | 13      | 5       | 14      | 18      | 21           | 1            | 6            | 14           | 10           | 29           | 42     | 4      | 19     | 19     | 24     | 47     | -23 |

### Statistiche dei giocatori
| Giocatore      | Serie B  | Serie B | Serie B     | Serie B    | Coppa Italia | Coppa Italia | Coppa Italia | Coppa Italia | Totale   | Totale | Totale      | Totale     |
| Giocatore      | Presenze | Reti    | Ammonizioni | Espulsioni | Presenze     | Reti         | Ammonizioni  | Espulsioni   | Presenze | Reti   | Ammonizioni | Espulsioni |
| -------------- | -------- | ------- | ----------- | ---------- | ------------ | ------------ | ------------ | ------------ | -------- | ------ | ----------- | ---------- |
| A. Agostinelli | 28       | 0       | ?           | ?          | ?            | ?            | ?            | ?            | 28+      | 0+     | ?           | ?          |
| D. Baldi       | 6        | 0       | ?           | ?          | ?            | ?            | ?            | ?            | 6+       | 0+     | ?           | ?          |
| M. Buccilli    | 33       | 0       | ?           | ?          | ?            | ?            | ?            | ?            | 33+      | 0+     | ?           | ?          |
| C. Carnelutti  | 5        | -6      | ?           | ?          | ?            | ?            | ?            | ?            | 5+       | -6+    | ?           | ?          |
| E. Donati      | 27       | 2       | ?           | ?          | ?            | ?            | ?            | ?            | 27+      | 2+     | ?           | ?          |
| V. Erba        | 32       | 0       | ?           | ?          | ?            | ?            | ?            | ?            | 32+      | 0+     | ?           | ?          |
| G. Fagni       | 27       | 2       | ?           | ?          | ?            | ?            | ?            | ?            | 27+      | 2+     | ?           | ?          |
| G. Ferrara     | 33       | 3       | ?           | ?          | ?            | ?            | ?            | ?            | 33+      | 3+     | ?           | ?          |
| W. Grezzani    | 36       | 1       | ?           | ?          | ?            | ?            | ?            | ?            | 36+      | 1+     | ?           | ?          |
| M. Mariani     | 3        | 0       | ?           | ?          | ?            | ?            | ?            | ?            | 3+       | 0+     | ?           | ?          |
| G. Mazzoni     | 32       | 4       | ?           | ?          | ?            | ?            | ?            | ?            | 32+      | 4+     | ?           | ?          |
| C. Merli       | 1        | 0       | ?           | ?          | ?            | ?            | ?            | ?            | 1+       | 0+     | ?           | ?          |
| D. Pellicanò   | 1        | 0       | ?           | ?          | ?            | ?            | ?            | ?            | 1+       | 0+     | ?           | ?          |
| S. Petrini     | 14       | 1       | ?           | ?          | ?            | ?            | ?            | ?            | 14+      | 1+     | ?           | ?          |
| M. Piloni      | 33       | -33     | ?           | ?          | ?            | ?            | ?            | ?            | 33+      | -33+   | ?           | ?          |
| G. Raffaeli    | 18       | 0       | ?           | ?          | ?            | ?            | ?            | ?            | 18+      | 0+     | ?           | ?          |
| P. Sollier     | 24       | 0       | ?           | ?          | ?            | ?            | ?            | ?            | 24+      | 0+     | ?           | ?          |
| C. Suncini     | 3        | 0       | ?           | ?          | ?            | ?            | ?            | ?            | 3+       | 0+     | ?           | ?          |
| A. Stoppani    | 1        | 0       | ?           | ?          | ?            | ?            | ?            | ?            | 1+       | 0+     | ?           | ?          |
| A. Tedoldi     | 25       | 2       | ?           | ?          | ?            | ?            | ?            | ?            | 25+      | 2+     | ?           | ?          |
| G. Valà        | 33       | 0       | ?           | ?          | ?            | ?            | ?            | ?            | 33+      | 0+     | ?           | ?          |
| A. Vianello    | 35       | 0       | ?           | ?          | ?            | ?            | ?            | ?            | 35+      | 0+     | ?           | ?          |